# Kulmiye

Flagge mit Farben der Kulmiye-Partei

Kulmiye (Somali für „Solidarität“; vollständiger Name Kulmiye Nabad, Midnimo iyo horumar, englisch Peace, Unity, and Development Party, deutsch etwa „Friedens-, Einheits- und Entwicklungs-Partei“) ist eine politische Partei im international nicht anerkannten Somaliland. Sie war die größere von zwei Oppositionsparteien, nach dem Wahlerfolg ihres Vorsitzenden Ahmed Mohammed Mahamoud Silanyo bei den Präsidentschaftswahlen 2010 wurde sie neue Regierungspartei.

## Ausrichtung
Vorsitzender der Partei ist Ahmed Mohammed Mahamoud Silanyo, ein früherer Führer der Rebellenbewegung SNM, der in der Regierung Somalilands unter Mohammed Haji Ibrahim Egal verschiedene Ministerposten innehatte. Auch etliche weitere Parteigrößen sind Kriegsveteranen der SNM, die gegen die autoritäre somalische Regierung unter Siad Barre und für die Unabhängigkeit Somalilands gekämpft hatten. Die Kulmiye-Partei appelliert an den Patriotismus der Wähler und bemüht sich insbesondere auch um Frauen und junge Wähler.
Wie die anderen Parteien ist Kulmiye clanpolitisch neutral und hat Mitglieder und Anhänger aus allen Clans. Ihre Wahlergebnisse weisen indes darauf hin, dass sie insbesondere von den Habar Tol Jaʿlo und den Habar Awal (v. a. deren Unterclan Saʿad Muse), zwei Unterclans der Isaaq, Unterstützung erhielt. Silanyo gehört den Habar Tol Jaʿlo an. Hochburgen der Kulmiye waren zunächst vor allem die Regionen Sanaag und Togdheer, in denen die Habar Tol Jaʿlo leben, insbesondere durch die Einführung eines Quotensystems in ihrem Zentral- und Exekutivkomitee konnte die Partei ihre Basis jedoch ausweiten. Sie erhielt in den Wahlen viel Zuspruch von Frauen und auch von einigen islamisch-religiösen Führungspersönlichkeiten, obschon die Parteiführung größtenteils säkular ausgerichtet ist.
Seit Oktober 2012 ist die Kulmiye Beobachter des Africa Liberal Network (ALN).

## Wahlergebnisse
Bei den Kommunalwahlen in Somaliland 2002 erhielt die Partei 18,9 % der Stimmen und wurde daher als zweitstärkste Partei dauerhaft zugelassen. Bei den Präsidentschaftswahlen 2003 erhielt der Kulmiye-Kandidat Silanyo 42,07 % der Stimmen und unterlag damit sehr knapp dem Kandidaten Dahir Riyale Kahin der regierenden UDUB, der mit 42,08 % der Stimmen gewählt wurde. Der Unterschied betrug 80 Stimmen, und die Medien hatten im Vorfeld eher einen Sieg von Kulmiye vermutet. Nach wochenlangen Spannungen akzeptierte Silanyo das Ergebnis jedoch um der politischen Stabilität willen.
Bei den Parlamentswahlen 2005 kam Kulmiye auf 34,1 % Stimmenanteil und damit 28 von 82 Sitzen. Sie bildete mit der anderen Oppositionspartei UCID (Partei für Gerechtigkeit und Entwicklung) eine Koalition, die über eine Mehrheit von 49 Sitzen verfügte.
Die Präsidentschaftswahlen 2010 gewann Silanyo mit 49,6 % der Stimmen.
Auch die Präsidentschaftswahlen 2017 gewann der Kandidat der Kulmiye, Muse Bihi Abdi mit 55 %.
Bei der Präsidentschaftswahl 2024, die nach einer umstrittenen Verschiebung um 2 Jahre am 13. November 2024 stattfand, wurde die Kulmiye abgewählt. Es gewann Abdirahman Mohamed Abdullahi mit 63,92 % gegen Muse Bihi Abdi von der Kulmiye mit 34,81 % der Stimmen.